# Chambord-i szerződés

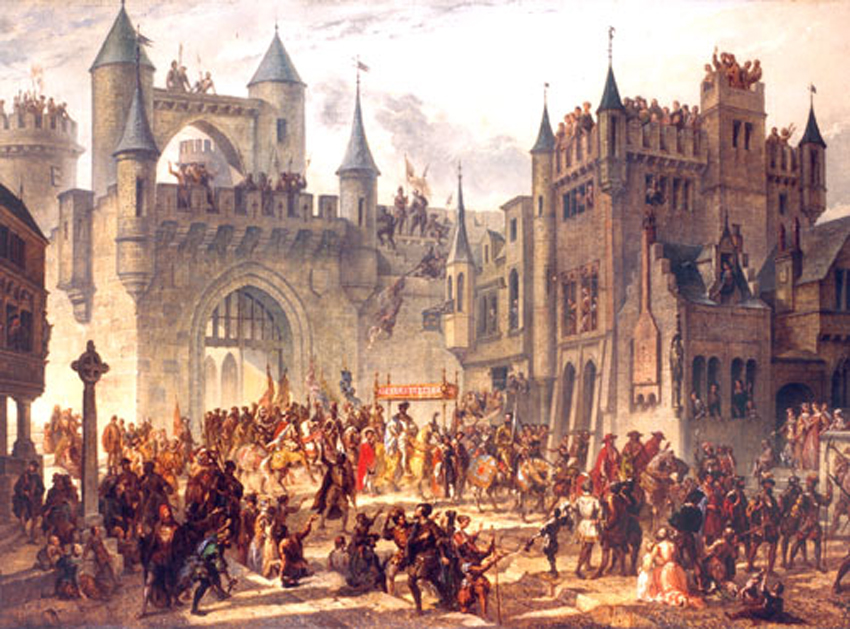
II. Henrik francia király érkezése Metz-be 1552. április 18-án

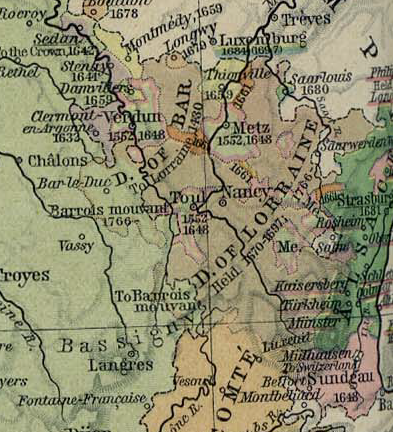
Trois-Évêchés Franciaország általi annektálása után. A 16. században ezek a birodalom francia nyelvű területei voltak

A chambord-i szerződést (franciául: Traité de Chambord) a Móric szász választófejedelem körül álló protestáns fejedelmi ellenzék és II. Henrik francia király kötötte 1552. január 15-én V. Károly német-római császár ellen a chambord-i kastélyban.
Ezt követően Franciaország legyőzte a Német-római Császárságot, és elfoglalta a szerződésben neki biztosított területeket. A protestáns hercegek birodalmon belüli lázadása és csapataik megérkezése után Franciaország 1556-ban megnyerte a háborút. Az eredmény az ország első jelentősebb területi terjeszkedése volt kelet felé, amit azonban csak 1648-ban tudtak hivatalossá tenni. Az árulás felpörgette Franciaország földéhségét, és elindította azt a folyamatot, amely később újraegyesülési politika néven vált ismertté.

## Története
Szász Móricnak szüksége volt a katolikus nagyhatalom Franciaország támogatására, mert neki és protestáns szövetségeseinek ([[Mecklenburg-Schwerin]mecklenburg-schwerini]] János Albertnek és Vilmos hessen–kasseli tartománygrófnak) nem volt elég pénzük és mindenekelőtt fegyveres erejük ahhoz, hogy felléphessen a császárral szemben. A szerződés Albrecht Alkibiadesz brandenburg-kulmbachi őrgróf közvetítésével jött létre. A nagy összegű pénzbeli támogatásért cserébe a francia király császári helytartóságot kapott a francia nyelvű Cambrai, Toul, Metz és Verdun birodalmi városok felett, implicit módon ezzel hozzáférést kapott a kolostoraikhoz is.
Ez a szerződés volt a döntő előfeltétele az 1552. tavaszi, Szász Móric vezette fejedelmi felkelésnek, amelyet az év augusztusában a passaui békeszerződéssel zártak le, amelyben a protestantizmus formális elismerést kapott.
Mivel Károly császár nem ismerte el a chambord-i szerződést és annak megállapodásait, 1552-ben háborút indított Franciaországgal szemben Cambrai, Metz, Toul és Verdun miatt, de 1556-ig nem tudott katonailag eredményt elérni a franciák ellen. Csak Cambrai-t lehetett megtartani. Utódja, I. Ferdinánd császár leállította a háborút, így Metz, Toul és Verdun francia irányítás alatt maradt, mint a Három Püspökség francia tartományának magja.

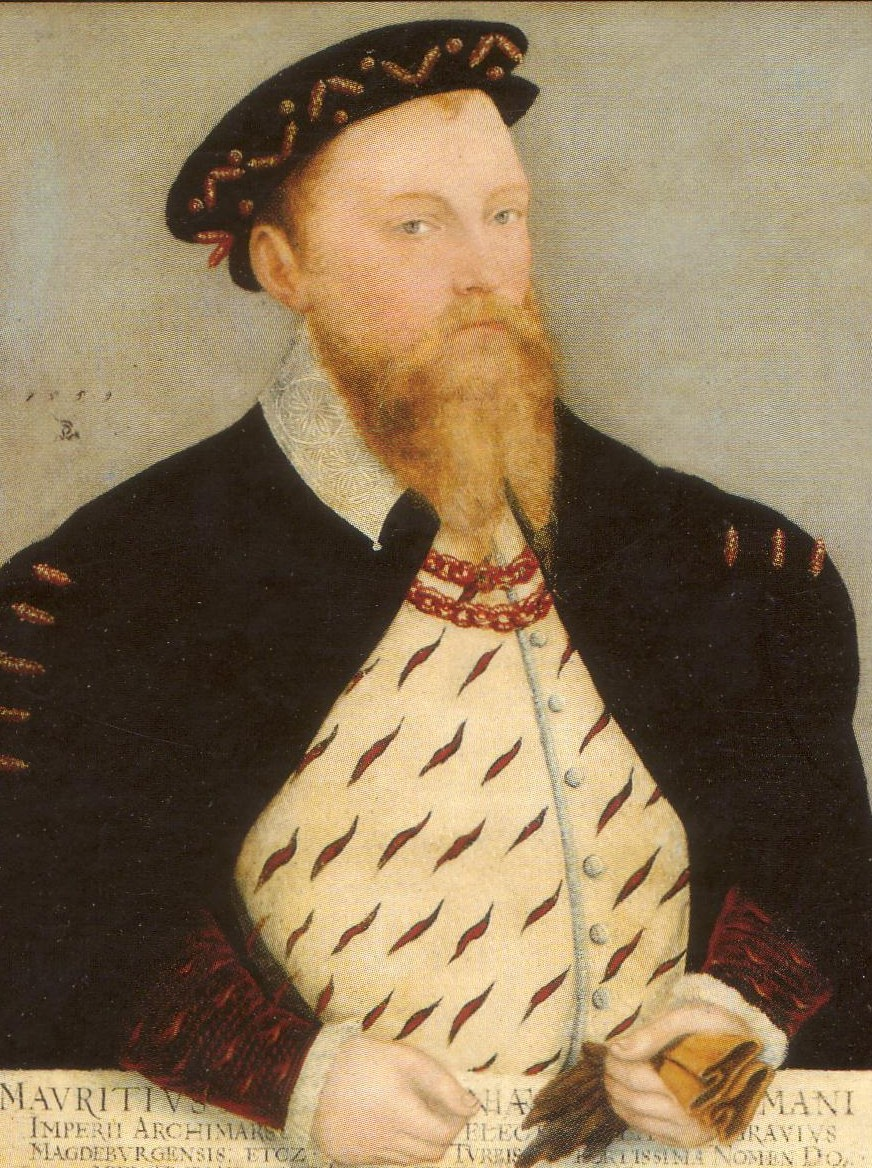
Móric szász választófejedelem
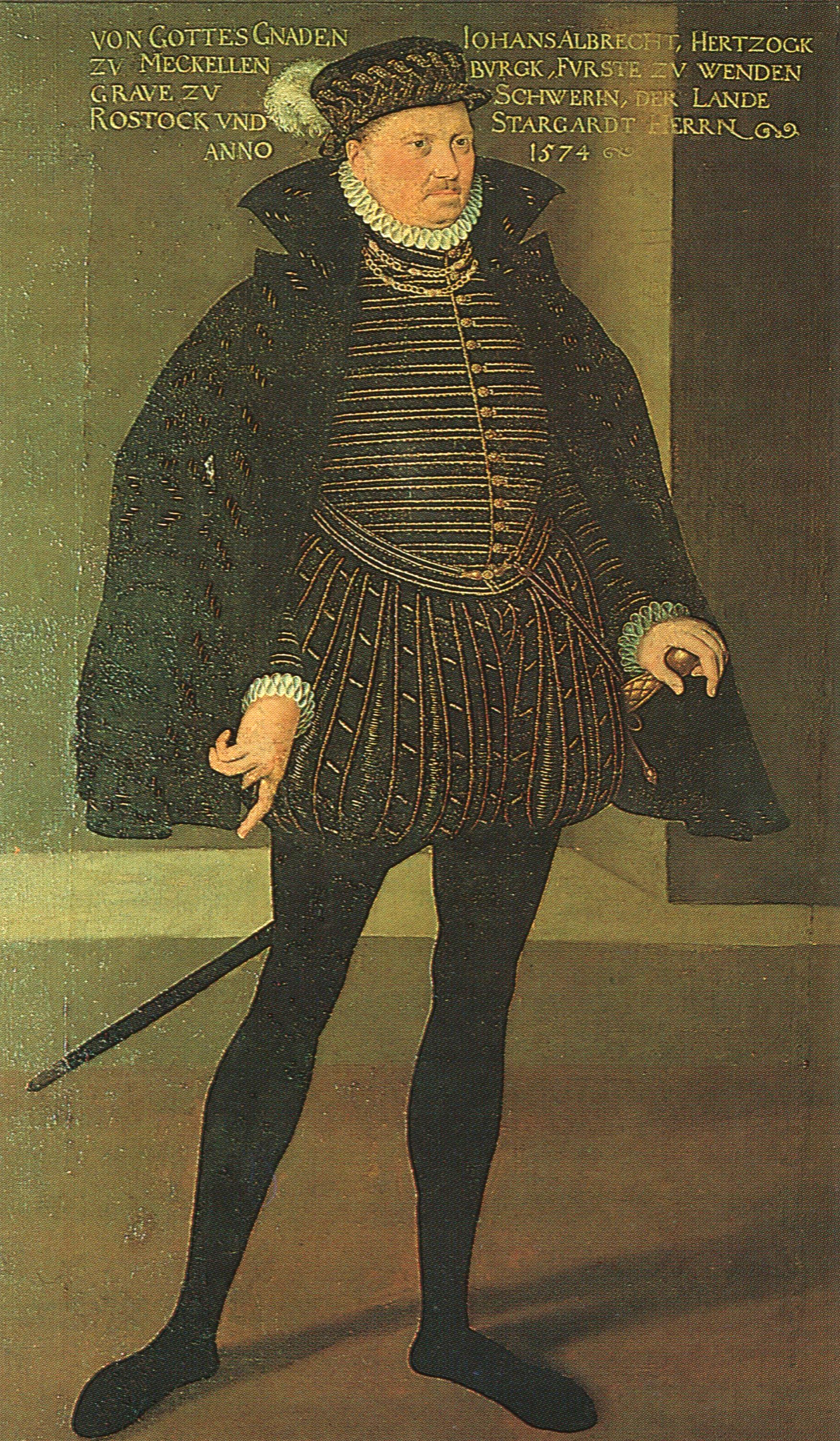
I. János Albert mecklenburgi herceg(wd)
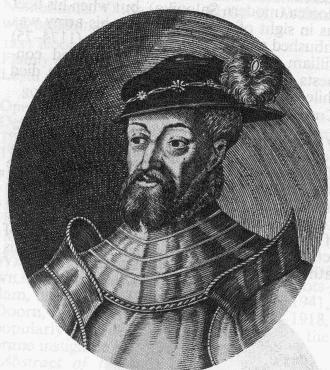
IV. Vilmos hessen–kasseli tartománygróf(wd)
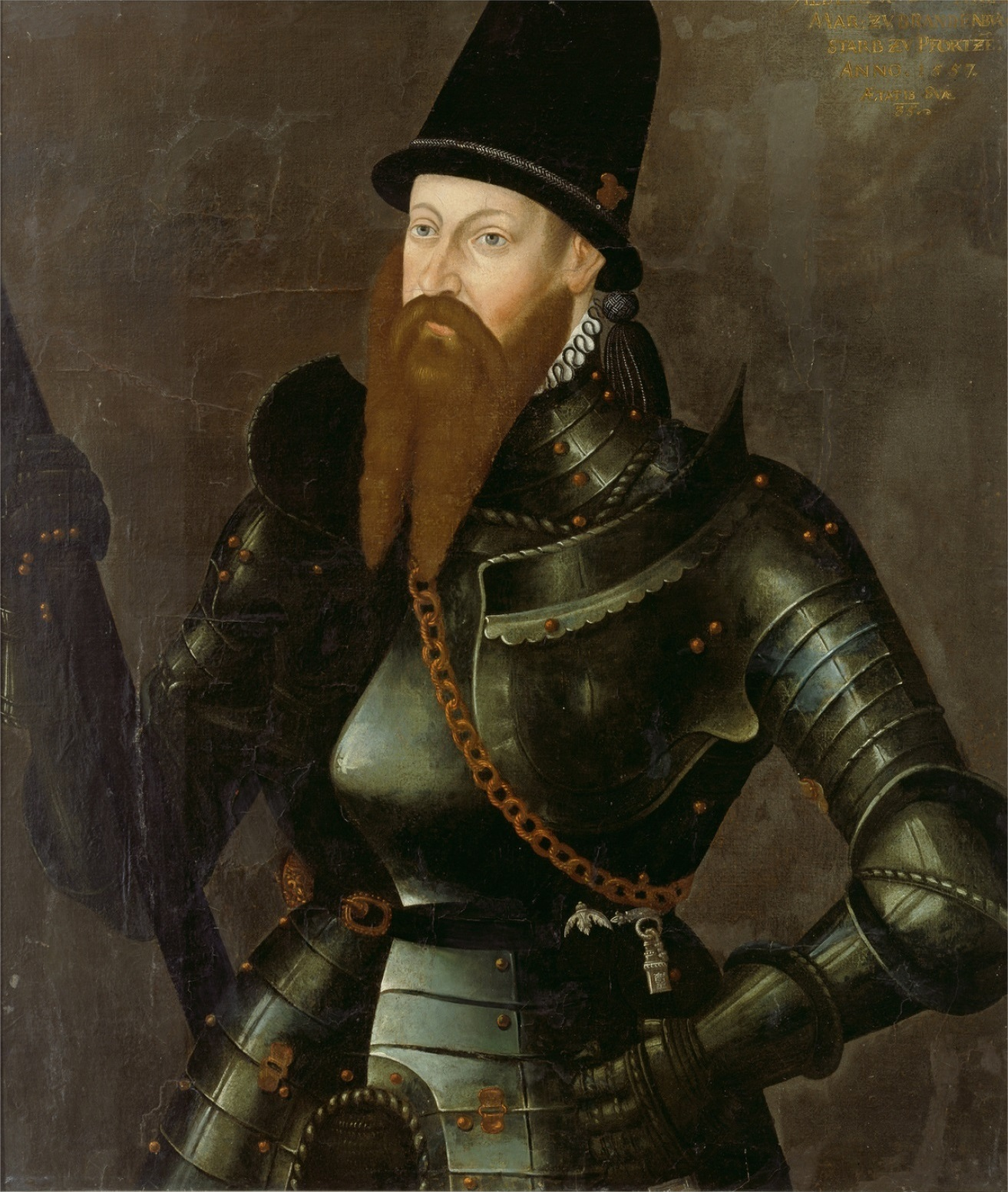
Albert (Alcibiades) bayreuthi őrgróf(wd)

## Hatása
A chambord-i szerződés olyan tipikus szerződés volt, amelyet harmadik felek rovására kötöttek. A német oldalon fellépő császári fejedelmek ígéretet tettek Franciaországnak, amelyre felhatalmazásuk sem volt. Átadták a birodalmi terület feletti jogaikat egy idegen uralkodónak, amellyel nem is rendelkeztek. A szerződésnek tehát a jogi normák szerint semmi értelme nem volt. A szerződés kétes jogi természetétől függetlenül, és kihasználva a császár akkori gyengeségét, Franciaország ezt a megállapodást ürügyül használta fel az érintett városok katonai megszállására, majd később teljes elkülönítésére a Római Szent Birodalomtól, saját részévé tételével. Az 1648-as vesztfáliai békében a három várost hivatalosan Franciaországnak engedték át.
A francia korona akciói a 15. század végétől a 18. század közepéig tartó alapvető stratégiai konfliktusból, a francia-Habsburg ellentétből fakadtak. században tartott. Annak érdekében, hogy országukat kiszabadítsák a Habsburg-területek szorításából, a francia királyok többször is felhasználták a birodalmi fejedelmek és a császár közötti Németországon belüli konfliktusokat, hogy ellenfelei támogatásával ez utóbbit gyengítsék.

## Kivonat a szerződésből
„Szemünk előtt látjuk azt a trükköt, amellyel ellenfeleink azt hiszik, hogy korlátozhatják a vallásunkat, sőt végső soron felszámolhatják azt. Megnéztük, ahogyan a Római Birodalom, Felséged nemcsak a választófejedelmeket, hanem a grófokat, urakat, a többi nemességet, szeretett hazánk, a német nemzet tiszteletreméltó városait és közönséges alattvalóit is régi szabadságukból ilyen vadállattá téríteni kívánja, ami elviselhetetlen, és örök rabszolgaságot akarnak rank hozni, mint Spanyolország […]”.
„Tehát úgy gondoltuk, hogy szívesebben nézzünk szembe a nehézségekkel és a halállal, minthogy tovább legyünk kitéve ilyen gyalázatnak, és akaratunk érvényesítése érdekében magabiztosan megállapodást kötöttünk Henrik úrral, Franciaország királyával. Katonai erővel le akarjuk vetni magunkról a szolgaság terhes igáját, és megmenteni szeretett hazánk, a német nemzet ősi szabadságát […]”.
„A harcos nép megőrzése érdekében a királynak minden hónapban 70 000 aranykoronát kell nekünk adnia. Legfeljebb egy fő tábori kapitányt kell kinevezni […] Erre a célra Szászország választófejedelmét […] választották meg a többiek vezérezredesnek. Jónak tartják azt is, hogy a Királyi Fenséged Franciaországban haladéktalanul elveszi azokat a városokat, amelyek ősidők óta a birodalomhoz tartoztak és nem német nyelvűek, nevezetesen Cambrai-t, Toult, Metz-t és Verdunt, és a birodalom helytartóiként megtartja őket.

## Szövege
- Chambori Szerződés. In: Levelek és akták a XVI. század történetéhez, különös tekintettel a bajor királyi házra. Őfelsége, a bajor király kezdeményezésére és támogatásával a Királyi Tudományos Akadémia Történeti Bizottsága adta ki. 6 köt. , München 1873–1913, Vol. 3, München 1882: Contributions to Imperial History 1546–1552. Szerkesztette: August von Druffel. No. 902, pp. 340–350 ( digitális másolat az Internet Archívumban ).

## Fordítás
- Ez a szócikk részben vagy egészben  a   Vertrag von Chambord című német Wikipédia-szócikk ezen változatának fordításán alapul.  Az eredeti cikk szerkesztőit annak laptörténete sorolja fel. Ez a jelzés csupán a megfogalmazás eredetét és a szerzői jogokat jelzi, nem szolgál a cikkben szereplő információk forrásmegjelöléseként.